# توماس تیسون کریستنسن
توماس تیسون کریستنسن (انگلیسی: Thomas Thiesson Kristensen؛ زادهٔ ۱۷ ژانویهٔ ۲۰۰۲) بازیکن فوتبال اهل دانمارک است.
وی همچنین در تیم‌های ملی فوتبال زیر ۱۸، ۱۹، ۲۰ و ۲۱ سال دانمارک بازی کرده‌است.